# Provinsbanken
Provinsbanken eller Den Danske Provinsbank var en dansk bank. 
Provinsbanken kunne føre sin historie tilbage til Fyens Disconto Kasse, der blev stiftet den 15. december 1846 af en kreds af Odense-købmænd under ledelse af Lorenz Bierfreund. 
I 1967 fusioneredes Fyens Disconto Kasse med Aarhuus Privatbank (stiftet den 14. august 1871), og sammen blev de til Den Danske Provinsbank. 
På generalforsamlingen den 15. marts 1968 vedtog Aalborg Diskontobank (stiftet den 6. september 1854), at fusionere med Den Danske Provinsbank. I årene derefter indgik Provinsbanken i en række fusioner med andre provinsbanker.
Den Danske Provinsbank ændrede officielt navn til Provinsbanken i 1986.
Provinsbanken var Danmarks femtestørste bank ved udgangen af 1989. Iflg. Årsregnskab 1989 med et indlån på 31.250 mio. kr., udlån på 34.410 mio. kr. og egenkapital på 4.024 mio. kr.
Den 12. december 1989 besluttede bestyrelserne i Provinsbanken A/S, Aktieselskabet Kjøbenhavns Handelsbank samt bankrådet i Den Danske Bank af 1871 Aktieselskab at indstille til de respektive generalforsamlinger, at de tre banker fusioneres, hvilket skete året efter.

## Fusionsliste for Den Danske Provinsbank
I 1969 Banken for Skanderborg og Omegn og Banken for Ringe og Omegn

I 1970 Nibe og Oplands Bank og Sydjysk Landmandsbank, Ribe.

I 1971 Skive Diskonto Bank.

I 1973 Landbobanken i Randers.

I 1976 Foldby Sogns Spare- og Laanekasse.

I 1980 Banken for Vejen og Omegn.

I 1985 Kronebanken, Hillerød.

I 1988 Handels- og Landbrugsbanken i Thisted (H&L Banken).

I 1989 In-Vestbank, København.

## Fusionsliste for Fyens Disconto Kasse
I 1957 Banken for Kjerteminde og Omegn.

I 1961 Banken for Otterup og Omegn.

I 1967 Spare- og Laanekassen for Håndværkere i Odense.

## Fusionsliste for Aarhuus Privatbank
I 1929 Hammel Bank.

I 1932 Odder Bank og Spare- og Laanekassen for Industridrivende i Aarhus.

## Fusionsliste for Aalborg Diskontobank
I 1906 Skørping Bank.

I 1925 Den Danske Andelsbank i Løgstør og Hobro overtages af Aalborg Diskontobank.

I 1928 Østvendsyssels Bank i Dronninglund.

I 1931 Hadsund Bank.

## Fusionsliste for Kronebanken
I 1965 Landbobanken i Slagelse og Handels- & Landbrugsbanken i Slagelse slutter sig sammen til Vestsjællandske Bank.

I 1967 Vestsjællandske Bank slutter sig sammen med Banken for Ringsted og Omegn og Banken for Holbæk og Omegn til Sjællandske Bank A/S. (Det første, midlertidige navn var Sjællandsbanken A/S) 

I 1968 Hillerød & Omegns Bank og Banken for Frederiksværk & Omegn slutter sig sammen til Frederiksborg Bank. 

I 1969 Københavns Diskonto Kasse Bankaktieselskab og Banken for Nykøbing Sj. & Omegn overtages af Sjællandske Bank. 

I 1980 Universalbanken overtages af Frederiksborg Bank. 

I 1983 Sjællandske Bank og Frederiksborg Bank fusionerer, forsættende navn Sjællandske Bank. 

I 1984 Sjællandske Bank ændrer navn til Kronebanken.